# 埃尔米拉
埃尔米拉，是西班牙加泰罗尼亚塔拉戈纳省的一个市镇。总面积4平方公里，总人口162人（2001年），人口密度41人/平方公里。